# Svart askbastborre
Svart askbastborre (Hylesinus crenatus) är en skalbaggsart som först beskrevs av Fabricius 1787.  Svart askbastborre ingår i släktet Hylesinus, och familjen vivlar. Arten är reproducerande i Sverige.

## Bildgalleri

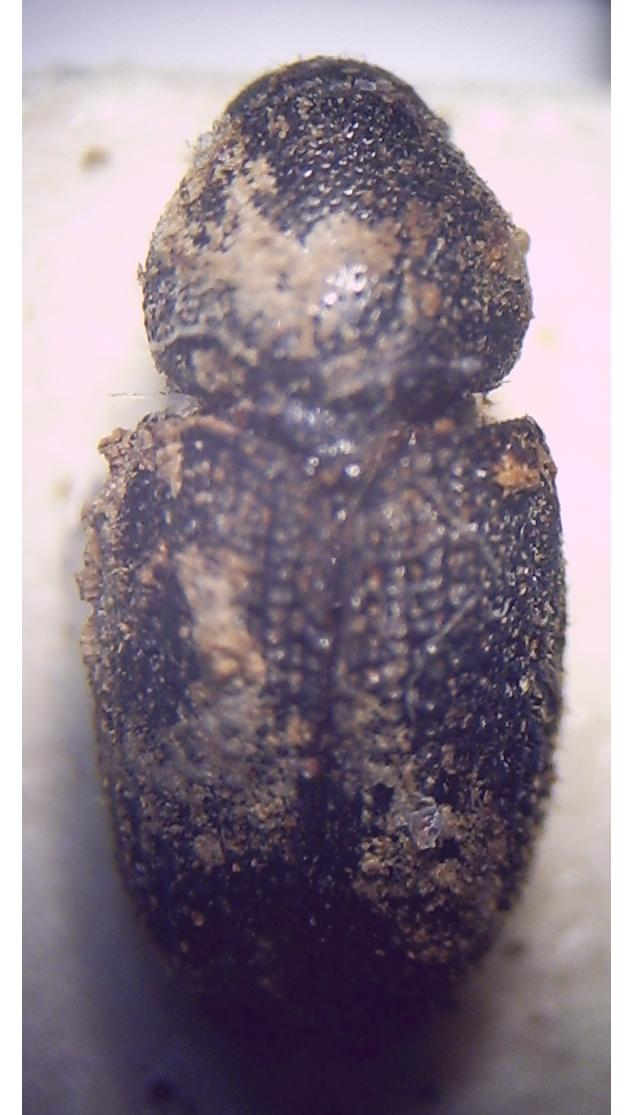